# Abeixón
Abeixón es una aldea española del municipio de Lousame, La Coruña, Galicia. Pertenece a la parroquia de Tállara. Está situada en el suroeste del municipio a 71 metros de altura y 5,5 kilómetros de la capital municipal. Las localidades más cercanas son Carantoña, Cernande y Pousada. En 2021 tenía una población de 53 habitantes (27 hombres y 26 mujeres).